# Asyneuma ekimianum
Asyneuma ekimianum är en klockväxtart som beskrevs av Kit Tan och Yildiz. Asyneuma ekimianum ingår i släktet Asyneuma och familjen klockväxter.
Artens utbredningsområde är Turkiet.

## Underarter
Arten delas in i följande underarter:
- A. e. beritense
- A. e. ekimianum
- A. e. sivasicum